# Фаремо, Грете
Грете Фаремо (норв. Grete Faremo, род. 16 июня 1955, Арендал, Эуст-Агдер, Норвегия) — норвежский юрист, политический и государственный деятель. Член Рабочей партии. Действующий заместитель генерального секретаря ООН, исполнительный директор Управления ООН по обслуживанию проектов (ЮНОПС), отвечающего за реализацию проектов и программ в более чем 80 странах с целью оказания им помощи в развитии, с августа 2014 года. В прошлом — министр юстиции и общественной безопасности (1992—1996, 2011—2013), министр обороны (2009—2011), министр нефти и энергетики (1996), министр по вопросам международного развития в Министерстве иностранных дел (1990—1992). Депутат стортинга (1993—1997).

## Биография
Родилась 16 июня 1955 года в Арендале в губернии Эуст-Агдер, в семье Осмунда Фаремо (1921—1999), депутата стортинга от Рабочей партии и Торы Амлид (Tora Aamlid, род. 1921). Выросла в Бюгланнсфьорде на побережье одноимённого озера в губернии Агдер.
В 1973 году окончила гимназию в Хорннес. Получила степень магистра права в Университете Осло.
В 1979 году устроилась юристом в Министерство финансов Норвегии. В 1980—1984 годах работала юристом в Норвежском агентстве по сотрудничеству в области развития. В 1984—1986 годах — начальник отдела в Министерстве развития.
В 1986 году устроилась в управляющую компанию Aker Eiendom As, в 1988 году — исполнительным директором в Theatrium AS, в 1990 году — членом совета директоров в медиакомпанию  Norsk Arbeiderpresse (ныне Amedia AS).
С 1997 года работала в качестве исполнительного вице-президента компании Storebrand, предоставляющей финансовые услуги, в составе группы исполнительного руководства, занимавшейся оздоровлением бизнеса. С 2004 года по 2008 год работала в корпорации Microsoft директором по праву и корпоративным связям, на этой должности она создала новое юридическое и общественное подразделение, первоначально сосредоточенное на странах Северной Европы, а затем и Западной Европы. В 2009 году была короткое время партнёром в независимой консультативной фирме Rådgiverne LOS AS.
В 1998—2004 годах была членом Норвежской комиссии по жалобам в связи с деятельностью печати (PFU), в 2000—2005 годах — председателем норвежской государственной энергетической компании Statnett, в 2003—2007 годах — председателем неправительственной организации «Помощь норвежского народа», в 2006—2009 годах — заместителем председателя Норвежской организации оборонных исследований (FFI) и заместителем председателя нефтегазовой и металлургической компании Norsk Hydro, в 2008—2009 годах — членом совета директоров в международной консультативной фирме COWI, в 2009 году — председателем государственной компании Norsk Helsenett (Поддержка коммуникационных систем в здравоохранении).

## Политическая карьера
По результатам парламентских выборов 1993 года избрана депутатом стортинга.
Работала в правительстве в качестве министра по вопросам международного развития в Министерстве иностранных дел в 1990—1992 годах в правительстве Гру Харлем Брунтланн, министра юстиции и общественной безопасности в 1992—1996 годах в правительстве Гру Харлем Брунтланн, министра нефти и энергетики (1996) в правительстве Турбьёрна Ягланда, а также министра обороны в 2009—2011 годах во втором правительстве Йенса Столтенберга. 11 ноября 2011 года во втором правительстве Йенса Столтенберга сменила на посту главы Министерства юстиции и общественной безопасности Кнута Сторбергета, который ушёл в отставку в связи с делом Брейвика.
7 мая 2014 года Генеральный секретарь Пан Ги Мун после консультаций с Исполнительным советом Управления ООН по обслуживанию проектов (ЮНОПС) объявил о назначении Грете Фаремо исполнительным директором ЮНОПС. Она сменила Яна Маттссона из Швеции.

## Личная жизнь
В 2014 году вышла замуж за актёра Магне Линдхольма (род. 1945). Дочь — журналистка Ода Фаремо-Линдхольд (Oda Faremo Lindholm, род. 1988).